# OMEGA (HOUND DOGのアルバム)
『OMEGA』（オメガ）は、HOUND DOGが2005年にリリースした21枚目かつ最後のオリジナル・アルバム。

## 収録曲
全編曲（特記以外）：蓑輪単志
1. BLUE JEANS　[4:09]
  - 作詞：大友康平
  - 作曲：蓑輪単志
2. ハリケーンBOY　[3:07]
  - 作詞：大友康平、八島順一
  - 作曲：八島順一
3. alive　[4:25]
  - 作詞：松井五郎
  - 作曲：蓑輪単志
4. HOME　[4:12]
  - 作詞：Frank Fu
  - 作曲：蓑輪単志
  - 編曲：Frank Fu、蓑輪単志
5. アカペラ　[4:08]
  - 作詞：大友康平
  - 作曲：蓑輪単志
6. Realize　[4:03]
  - 作詞：松井五郎
  - 作曲：蓑輪単志
7. I WANNA KNOW　[4:47]
  - 作詞・作曲：蓑輪単志
8. り・ふ・じ・ん　[3:40]
  - 作詞・作曲：蓑輪単志
9. HI・KA・RI　[4:46]
  - 作詞・作曲：蓑輪単志
10. BLOOD BROTHERS　[4:52]
  - 作詞：大友康平
  - 作曲：八島順一
  - 編曲：八島順一、蓑輪単志
11. HERE I AM　[5:18]
  - 作詞・作曲：蓑輪単志
12. 9月の風　[4:27]
  - 作詞：大友康平、八島順一
  - 作曲・編曲：八島順一
13. SAYONARA SONG　[4:10]
  - 作詞：大友康平、Frank Fu
  - 作曲：Frank Fu、蓑輪単志
  - 編曲：Frank Fu、HOUND DOG
14. SONGS (version of Coda)　[4:51]
  - 作詞・作曲：蓑輪単志
  - デビュー前に作られ、ライブなどを通じて長年ファンの間で温められてきた名バラードがようやくスタジオレコーディングされた[4]。

## ミュージシャン

### HOUND DOG
- 大友康平：リードボーカル
- 八島順一：ギター
- 西山毅：ギター
- 蓑輪単志：キーボード
- 鮫島秀樹：ベース
- 橋本章司：ドラム

### アディショナル・ミュージシャン
- 近藤久芳：バッキング・ボーカル（2、10）、キーボード（11）
- Frank Fu：アコースティック・ギター、カズー（13）
- とがのちえこ（漢字不明）：マーチング・バス・ドラム（13）
- 藤田淳平：マニピュレーター（14）